# 黒柳紀明
黒柳 紀明（くろやなぎ のりあき、1940年 - ）は、日本のヴァイオリン奏者。
ヴァイオリニストの小林武史に師事し、ヴィオラも演奏する。黒柳守綱、黒柳朝夫妻の次男（長男は夭折）で、姉妹に黒柳徹子、黒柳眞理らがいる。

## 来歴・人物
東京都出身。桐朋女子高等学校音楽科卒、桐朋学園芸術短期大学中退。1962年、読売日本交響楽団に入団。1964年、ベルリン芸術大学留学。ケルン、ロッテルダムを経て、1971年にNHK交響楽団入団。2000年に退団した後、宇宿允人率いるフロイデフィルハーモニーで第二ヴァイオリンのトップを務めている。2006年10月に東京芸術劇場で開催される第165回「宇宿允人の世界」ではヴィオラで出演した。
音楽雑誌「あんさんぶる」に「バヨリン弾きの休日」というコラムを連載していたが終了。